# Дом специалистов (Уфа)
Дом специалистов (Дом на набережной) — первый дом специалистов в городе Уфе, расположенный в квартале улиц Ленина, Заки Валиди и Советской. Памятник архитектуры, объект культурного наследия регионального значения.
Первый и второй корпуса построены из кирпичей уничтоженного Воскресенского собора.

## Архитектура
Дом специалистов представляет из себя пятиэтажный жилой дом, который был построен в стиле постконструктивизма в две очереди: первый и второй корпуса (Г. Д. Вагин, А. И. Филонов) возвели в 1933–1936 годах, а третий, получивший название «Юбилейный» (Г. В. Топуз и Плеханов) — в 1942 году, отделочные работы завершены в начале 1950-х.

## История
В марте 1932 года вышло постановление СНК Союза ССР и ЦК ВКП(б) «О постройке домов для специалистов» по которому в 1933 началось строительство здания. Дом планировался к постройке ещё в 1932 году, однако проект архитекторов требовал доработки. Для постройки дома были снесены 4 жилых здания. Первый корпус частично построен трестом «Башжелдорстрой»,  расформированного в 1934.
Первый корпус был построен 1936 году, второй корпус в 1937 году, а третий корпус, прилегающий к Советской улице в 1942 году. Строили дом первоначально осуждённые, а заканчивали строительство уже немецкие военнопленные. Первый корпус здания был построен из кирпичей разобранного Воскресенского кафедрального собора — главного храма города. Дом специалистов стал самым большим выстроенным в предвоенные годы в Уфе зданием. Во внутреннем дворике был обустроен фонтан, здесь же располагалась музыкальная школа. Строительство дома частично не завершено по настоящее время. В первом и втором корпусе в подъездах имеются лифтовые шахты, а лифты отсутствуют. В спальнях отсутствуют балконы при имеющихся балконных дверях, в связи с чем, некоторые жильцы самостоятельно закладывали эти двери кирпичной кладкой. Отсутствие балконов и лифтов связаны со спешной сдачей дома в 1942 году перед заселением эвакуированных из Ленинграда инженеров.
Классическим цветом дома с момента строительства был зелёный, однако в 2000 году дом перекрасили в бежевый, а затем и в жёлтый цвет.
В разное время здесь проживали известные в городе и республике, заслуженные люди, о чём свидетельствуют мемориальные доски на фасаде. В частности в доме проживали заслуженный архитектор РСФСР, доктор искусствоведения Б. Г. Калимуллин, заслуженный архитектор РБ, нарком БАССР М. Н. Сахаутдинова, народный художник БАССР С. Д. Тавасиев, писатели Г. Г. Амиров и Д. Юлтый, заслуженный врач РСФСР Н. Н. Байтеряков, химик П. П. Будников, народные артисты Г. М. Мингажев, А. К. Мубаряков и Г. А. Мубарякова, поэты Рашит Нигмати, С. Г. Галимов и П. Г. Тычина, академик Г. С. Розенберг. Большинство первых жителей дома стали жертвами сталинских репрессий 1930-х годов.
В 1987 году, распоряжением Совмина БАССР, здание взято под охрану государства как памятник истории. В доме действовал подростковый клуб «Прометей».